# 5768 Pittich
5768 Pittich (1986 TN1) là một tiểu hành tinh vành đai chính được phát hiện ngày 4 tháng 10 năm 1986 bởi E. Bowell ở Flagstaff.